# Hrvatska košarkaška reprezentacija do 16 godina
Hrvatska košarkaška reprezentacija za igrače do 16 godina starosti predstavlja Hrvatsku na međunarodnim natjecanjima za igrače u toj dobnoj kategoriji. Krovna organizacija je Hrvatski košarkaški savez.

## Sastavi

### EP 2012.
Na europskom prvenstvu u 2012. godine nastupila je u sastavu: Emir Šabić (Cibona), Roko Dominović (Split), Arian Došen (Split), Dragan Bender (Split), Ivan Karačić(Široki), Ivan Vučić (Cedevita), Luka Božić (Bjelovar), Leon Tomić (Cedevita), Antonio Vranković (Feniks), Marko Jurica (Zadar), Lovro Mazalin (Cibona), Marko Arapović (Cibona). Izbornik: Hrvoje Vlašić.

### EP 2013.
Sa sedam pobjeda i dva poraza - šesti. U skupini svih 6 pobjeda, pobjeda nad doprvakom. Poraz u četvrtzavršnici od budućeg prvaka Španjolske. U utakmici za 6. mjesto katastrofalni šut za tricu (2/20).
Igrali su u sastavu: Bruno Skokna, Ante Žižić, Dragan Bender, Lovro Mazalin, Vuk Lazić, Franko Kalpić, Nik Slavica, Ivica Zubac, Petar Dubelj, Matej Gašpert, Mateo Čolak. Trener: Tomislav Rupčić.

## Uspjesi

### 2010.
15. kolovoza 2010. je EP 2010. u crnogorskom Baru osvojila naslov europskog prvaka, pobijedivši u završnici Litvu 80:52.
Igrali su u sastavu: Mislav Brzoja (Dubrava), Martin Junaković (Cedevita), Karlo Lebo (Cedevita), Ivan Jukić (Fenix), Dino Šamanić (Podravac), Dario Šarić (Zagreb), Dominik Mavra (Zagreb), Antonio Črnjević (Zabok), Tomislav Radoš (Meteor, Đakovo), Nikola Urli (Cedevita), Daniel Zovko (Zrinjski), Filip Bundović (Cedevita). Trener: Dražen Brajković. Pomoćnik: Ivica Gulin.
Protivnik je igrao u sastavu: Paulius Naraskevičius, Justas Tamulis, Tomas Galeckas, Jokubas Gintvainis, Lukas Lekavičius, Tomas Dimsa, Arturas Makovskis, Timotis Kuckailis, Denis Krestinin, Marius Grigonis, Simas Raupys, Augustinas Jankaitis. Trener: Arunas Visockas. Pomoćnik: Darius Lubys

### 2011.
Na europskom prvenstvu u Češkoj 2011. godine osvojila je zlato. Nastupila je u sastavu: Lovre Bašić (Zadar), Ivan Jukić (Solin), Paolo Marinelli (Podravac), Domagoj Bošnjak (Široki Brijeg), Mario Hezonja (Zagreb), Bruno Žganec (Fenix), Dorian Jelenek (Cedevita), Tomislav Gabrić (Jolly JBS), Leon Tomić (Cedevita), Marko Arapović  (Cibona), Ivan Bender (Akademija Ivan Vujčić), Karlo Žganec (Fenix).  Trener: Ante Nazor (Galeb, Omiš). Pomoćni trener: Tomislav Rupčić. Osvojili su zlato, bez poraza.

### 2018.
Na europskom prvenstvu u Srbiji 2018. godine osvojila je zlato. Nastupila je u sastavu: Filip Paponja, Dominik Rašić, Ivan Perasović, Hrvoje Majcunić, Roko Prkačin, Boris Tišma, Duje Brala, Matej Bošnjak, Lukša Buljević, Ante Perkušić, Mario Krešić, Tomislav Ivišić. Glavni trener: Milan Karakaš. Pomoćni trener: Stipe Kuliš. Kondicijski trener: Zvonimir Galovac. Fizioterapeut Domagoj Rezo. Instruktor HKS-a Mladen Erjavec.

## Vanjske poveznice
- Crošarka  Arhivirana inačica izvorne stranice od 25. kolovoza 2013. (Wayback Machine)